# Claudio Fasoli

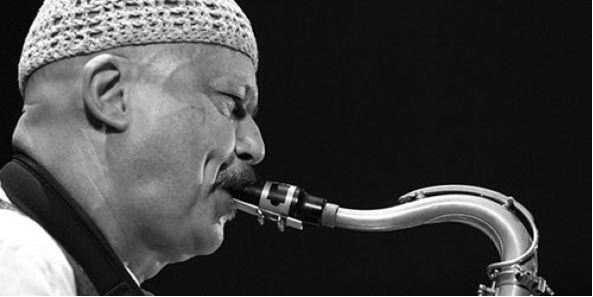
Claudio Fasoli

Claudio Fasoli (* 29. November 1939 in Venedig) ist ein italienischer Jazz-Saxophonist (Tenor- und Sopransaxophon) und Komponist des Modern Jazz.

## Leben und Wirken
Fasoli wurde spätestens in den 1970er Jahren in der italienischen Jazzszene bekannt durch seine Mitgliedschaft im Perigeo Quartett, in dem auch Franco D’Andrea und Giovanni Tommaso spielten. Nachdem die Gruppe sich 1978 aufgelöst hatte, begann er mit eigenen Formationen, zumeist Trios oder Quartette, zu arbeiten; 1979 entstand auf dem Edipan-Label das Album Hinterland mit Enrico Pieranunzi, Bruno Tommaso, Roberto Gatto und Giancarlo Schiaffini sowie das Album Jazz Duo, das er mit Franco D’Andrea einspielte.
1983 nahm er für das Soul Note Label das Album Lido auf; daran wirkten Kenny Drew, Niels-Henning Ørsted Pedersen und Barry Altschul mit. 1986 hatte er ein Quartett, das er gemeinsam mit Kenny Wheeler leitete (Welcome); in seinen Gruppen spielten u. a. Stefano Battaglia, Henri Texier, Lee Konitz, Jean-François Jenny-Clark, Aldo Romano, Manfred Schoof, Dave Holland, Palle Danielsson, Tony Oxley, Bill Elgart oder Mick Goodrick. 2014 legte er das Album London Tube (Abeat Records) vor.
Außerdem war Fasoli Mitglied des „Grande Orchestra Nazionale“, dem Lydian Sound Orchestra und dem European Music Orchestra, das er bei Aufnahmen und Aufführungen leitete. Er spielt auch in der Manfred Schoof International Band und Anfang der 1990er Jahre in der Bigband von Giorgio Gaslini (Masks).
Fasoli unterrichtet zudem seit 1978 bei den Siena International Jazz Clinics Tenor- und Sopransaxophon und die Meisterkurse für Improvisation. Er begründete die Saxophon-Kurse an der Civic School of Jazz in Mailand  und unterrichtete Jazz an etlichen italienischen Konservatorien und war 2003 künstlerischer Leiter des Padua Jazz Festival. Zu seinen Schülern gehört u. a. Giorgio Visibelli.